# Monimos z Syrakuz

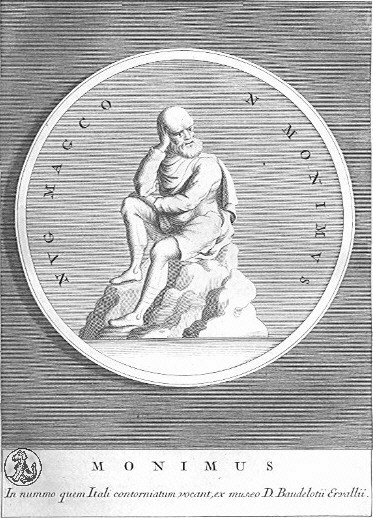
Monimos z Syrakuz

Monimos (gr. Μόνιμος) z Syrakuz – grecki cynik żyjący w IV w. p.n.e.
Był uczniem Diogenesa i tak samo jak on, gardził opinią ludzką, surowo oceniał zjawiska, a jego życiowym powołaniem było szukanie prawdy. Jego najbardziej znane traktaty to O popędach i Zachęta do filozofii.